# Legende vom toten Soldaten
Die Legende vom toten Soldaten, zuerst erschienen unter dem Titel Ballade vom toten Soldaten, ist eines der bekanntesten Gedichte von Bertolt Brecht. Es beschreibt, wie ein gefallener Soldat wieder ausgegraben, für tauglich erklärt und in einem grotesken Maskenzug erneut in den Krieg geführt wird. Das Gedicht ist vermutlich 1917 oder 1918 entstanden und wurde zuerst 1922 im Anhang des Erstdrucks von Brechts Drama Trommeln in der Nacht veröffentlicht. 1927 nahm Brecht die Legende in seine Gedichtsammlung Bertolt Brechts Hauspostille auf.

## Entstehung und Textgeschichte
Brecht selbst hat zwei verschiedene Angaben zur Entstehungszeit der Legende gemacht: In seinen Journalen 1935 spricht er vom „Kriegesjahr 1917“, in einem Typoskript aus dem Nachlass nennt er das Jahr 1918. Ein Autograph gibt es nicht, so dass diese Frage nur schwer zu entscheiden ist.
Das Gedicht war von vornherein für den Gesangsvortrag bestimmt, Brecht hat es auch bereits vor dem Erstdruck mehrmals vor Publikum zur Gitarre gesungen. In seinem 1922 uraufgeführten Drama Trommeln in der Nacht kam das Lied erstmals einer breiten Öffentlichkeit zu Ohren, dort wird es im vierten Akt in einer „Schnapsdestille“ von dem Schankwirt Glubb als Moritat vom toten Soldaten „zur Klampfe“ vorgetragen. Zuerst gedruckt wurde das Lied unter dem Titel Die Ballade vom toten Soldaten im Anhang des Erstdrucks von Trommeln in der Nacht im Dezember 1922. Es erhielt dort eine Widmung: „Zum Gedächtnis des Infanteristen Christian Grumbeis, geboren den 11. April 1897, gestorben in der Karwoche 1918 in Karasin (Süd-Rußland). Friede seiner Asche! Er hat durchgehalten.“ In dieser Form nahm auch das Deutsche Theater Berlin die Ballade in sein Programmheft der Berliner Erstaufführung am 20. Dezember 1922 auf. Der Widmungsträger ist offensichtlich fiktiv, ein Christian Grumbeis konnte nicht identifiziert werden. Jürgen Hillesheim vermutet, dass es sich hier um eine verschlüsselte Anspielung auf Brechts Freund Caspar Neher handelt, dessen Geburtsdatum mit dem von Grumbeis identisch ist.
Als Brechts Gedichtsammlung Hauspostille nach langer Verzögerung 1926 (in einem Privatdruck unter dem Titel Taschenpostille) und 1927 (beim Propyläen Verlag als Bertolt Brechts Hauspostille) endlich erschien, bildete die Legende vom toten Soldaten, nunmehr unter ihrem endgültigen Titel, einen Teil der Lektion 5: Die kleinen Tagzeiten der Abgestorbenen. Es gibt nur minimale Textvarianten; die Widmung wurde gekürzt in die Einleitung des Gedichtbands, Anleitung zum Gebrauch der einzelnen Lektionen, integriert. Der Gedichtband enthielt einen Notenanhang, in dem erstmals auch eine Melodie für den Gesangsvortrag veröffentlicht wurde. Sie stammt vermutlich von Brecht selbst.
1934 erschien die Legende vom toten Soldaten erneut in dem Band Lieder Gedichte Chöre, den Brecht gemeinsam mit dem Komponisten Hanns Eisler im Pariser Exilverlag Editions du Carrefour herausbrachte. Der Text wich wiederum leicht von den früheren Drucken ab; die einzige wesentliche Veränderung betraf die zeitliche Einordnung des Geschehens. Die ersten beiden Verse lauteten im Erstdruck und der Hauspostille: „Und als der Krieg im fünften Lenz/keinen Ausblick auf Frieden bot“, was zunächst eher das Jahr 1919 nahelegt, obwohl wahrscheinlich 1918 gemeint war; in Lieder Gedichte Chöre wird dies auf den „vierten Lenz“ geändert. Der Notenanhang dieser Veröffentlichung enthielt nur Vertonungen durch Eisler, so dass Noten für die Legende fehlten.

## Handlung und formaler Bau
Das Gedicht ist der Gattung Ballade zuzuordnen, es handelt sich also um ein erzählendes Gedicht. Zugrunde liegt folgende Handlung: Ein Soldat stirbt gegen Ende des Krieges – im „vierten“ bzw. „fünften Lenz“ – den „Heldentod“. Doch weil er noch benötigt wird, gräbt ihn im Sommer eine „militär-/ische ärztliche Kommission“ wieder aus. Sie erklärt ihn für kriegstauglich, verabreicht ihm einen „feurigen Schnaps“ und zieht mit ihm erneut in den Krieg, begleitet von „zwei Schwestern“, einem (halb) „entblößten Weib“, einem „Pfaffen“, zwei Sanitätern und einem „Herrn im Frack“. Alle jubeln ihm zu, der Soldat selbst aber ist gar nicht mehr zu sehen:
Und wenn sie durch die Dörfer ziehn
Kommt's, daß ihn keiner sah
So viele waren herum um ihn
Mit Tschindra und Hurra ...
Und obwohl der Soldat bereits „verwest“ ist, hat er das Marschieren nicht verlernt. Er „zieht in den Heldentod“, so wie er es gelernt hat.
Im Text wird kein konkreter Krieg genannt, ebenso wenig wie ein genauer Zeitpunkt und Ort. Durch die Widmung und zahlreiche Realien im Text wird aber deutlich, dass es sich um einen deutschen Soldaten im vorletzten oder letzten Jahr des Ersten Weltkriegs handelt. Zu diesen Realien gehören der (deutsche) „Kaiser“, die Abkürzung „k.v.“ für „kriegsverwendungsfähig“, die „Farben schwarz-weiß-rot“, die dem Soldaten auf sein „Leichenhemd“ gemalt werden, und die Erwähnung Frankreichs als Feind:
Die Katzen und die Hunde schrein
Die Ratzen im Feld pfeifen wüst:
Sie wollen nicht französisch sein
Weil das eine Schande ist.
Das Gedicht besteht aus 19 Strophen zu je vier Versen. Reim und Versmaß sind auffallend wechselhaft: In allen Strophen reimen sich jeweils der zweite und vierte Vers, in den meisten auch der erste und der dritte, jedoch nicht in allen. Oft sind die Reime unrein („wüst“/„ist“, „schön“/„sehn“), was in einem Fall noch durch ein hartes Enjambement verschärft wird:
Der Sommer zog über die Gräber her
Und der Soldat schlief schon
Da kam eines Nachts eine militär-
ische ärztliche Kommission.
Von der metrischen Grundanlage her sind die ersten und dritten Verse jeweils vierhebig, die zweiten und vierten Verse dreihebig, zu Beginn steht gewöhnlich eine Senkung, am Ende meist eine Hebung, so dass sich durchweg einsilbige Reime („männlicher Reim“) ergeben. Dieses Grundmuster, das der Chevy-Chase-Strophe entspricht, wird aber sehr unterschiedlich gefüllt und gelegentlich sogar überschritten, so dass die Verse in der Länge ganz erheblich variieren.
1939 kam Brecht selbst in einer theoretischen Schrift, dem Aufsatz Über reimlose Lyrik mit unregelmäßigen Rhythmen, noch einmal auf die rhythmische Struktur der Legende vom toten Soldaten zurück. Der Aufsatz wurde publiziert in der in Moskau erscheinenden Exilzeitschrift Das Wort, zu deren Herausgebern Brecht zählte. Einleitend berichtet Brecht: „Mitunter wurde mir, wenn ich reimlose Lyrik veröffentlichte, die Frage gestellt, wieso ich dazu käme, so was als Lyrik auszugeben.“ Gegen den darin implizierten Vorwurf verteidigte er sich mit dem Argument, auch unregelmäßige Rhythmik könne durchaus systematisch rhythmisch akzentuiert sein. Als Beispiel aus seiner frühen, noch durchweg gereimten Lyrik führt Brecht die jeweils zweiten Verse der 19 Strophen der Legende an: Es gebe in diesem Gedicht nicht weniger als neun verschiedene Rhythmisierungen dieser dreihebigen Verszeile.

## Vertonung
Brechts eigene Vertonung der Ballade basiert auf sehr einfachen Mustern, wie die meisten seiner Eigenkompositionen. In d-Moll stehend, endet sie auf der V. Stufe mit einem A. Dies ergibt einen offenen Schluss, der funktional als dominantisch zu verstehen wäre: Erst der Beginn der nächsten Strophe führt zum Grundton zurück, es wird ständig ein Bedürfnis nach einer neuen Strophe geweckt. Die Melodie bewegt sich durchweg im Quintraum. Es gibt zwei Varianten: In der Taschenpostille beginnt sie auf der II. Stufe, springt nach dem Auftakt sogleich zur V. Stufe und sinkt dann bis zum Ende des zweiten Verses wieder zur II. Stufe; die zweite Hälfte jeder Strophe ist parallel gebaut, springt am Ende aber zurück auf die V. Stufe. In der Hauspostille beginnt sie dagegen mit dem Grundton selbst, so dass sofort ein Quintsprung folgt. Der auftaktige Sechs-Achtel-Takt lässt viel Raum für die starken rhythmischen Variationen des Texts. Der hohe Schlusston des offenen Endes, der einen ganzen Takt lang ausgehalten wird, erlaubt dem Sänger eine besondere Betonung des letzten Reimworts. So erinnerte sich Bernhard Reich an einen Gesangsvortrag Brechts: „Bei dem Wort Heldentod hielt er einige Sekunden das o hoch, damit das freche o auch gut von allen Seiten gesehen werde.“
Ernst Busch, der bekannteste Interpret des Stücks, hat auf Schallplattenaufnahmen eine etwas erweiterte und abwechslungsreichere Fassung dieser Melodie verwendet. Er variiert in jeder zweiten Strophe die erste Zeile: Sie beginnt bereits auf der V. Stufe und geht noch bis zum C nach oben, um wieder auf dem A zu enden. Zudem wird die Harmoniumsbegleitung je nach den wechselnden Rhythmen variiert. Vermutlich stammt dieses Arrangement von Ernst Busch selbst.
Kurt Weill hat 1929 eine Komposition der Legende für vierstimmigen Chor a cappella vorgelegt, „in schlicht syllabisch-homophonem Satz“, offenbar in erster Linie für Laienchöre gedacht. Erhalten ist im Ernst-Busch-Archiv zudem ein Titelblatt von ca. 1958, das auf eine Bearbeitung Hanns Eislers in 17 Variationen für Klavier und Schlagzeug hinweist. Diese Bearbeitung ist aber nicht überliefert.

## Aufführungen und Rezeption
Brecht hat die Legende bei verschiedenen Anlässen vor Publikum gesungen. Arnolt Bronnen beschreibt, wie er das Lied bei einer Gesellschaft im Berliner Haus von Otto Zarek 1921 gehört hat; im Januar 1922 sang Brecht es bei einem von Zarek vermittelten Auftritt auf Trude Hesterbergs Wilder Bühne und löste damit einen Skandal im Publikum aus. Später trug es Ernst Busch im Berliner Kabarett Larifari vor, das von Rosa Valetti geleitet wurde.
Die Legende wurde von der politischen Rechten unmittelbar als beleidigender Angriff auf den deutschen Frontsoldaten empfunden, während zahlreiche Kunstkritiker und Intellektuelle sowie generell die politische Linke sie als eines der eindrucksvollsten Gedichte Brechts bewerteten. Der Berliner Lokalanzeiger bewertete den Abdruck im Programmheft des Deutschen Theaters als „grobe Taktlosigkeit“. Beim Hitlerputsch im November 1923 soll die Legende auf dem fünften Platz einer „schwarzen Liste“ der Putschisten gestanden haben.  Noch die Ausbürgerung Brechts am 8. Juni 1935 begründete das nationalsozialistische Regime unter anderem so: „Seine Machwerke, in denen er unter anderem den deutschen Frontsoldaten beschimpft, zeugen von niedrigster Gesinnung.“
Hingegen feierte Kurt Tucholsky das Werk in seiner Rezension der Hauspostille als „lyrische Leistung großen Stils“. Alexander Abusch, der ansonsten die Hauspostille eher kritisch bewertete, sah in der Legende einen „glänzenden Ansatz zu einer Dichtung des Klassenkampfes“. Hannah Arendt nannte es „das einzige Kriegsgedicht des Ersten [Weltkrieges], das in die deutsche Literatur gehört“.

## Aktualisierende Inszenierung von 1989
Analog zu den Inszenierungen des Anachronistischen Zugs war 1985 auch eine Inszenierung der Legende vom toten Soldaten als kulturelles Beiprogramm zu „30 Jahren Bundeswehr“ im Jahr 1985 geplant. Aufgrund von Bedenken verschiedener staatlicher Institutionen verzögerte sich die Durchsetzung der Inszenierung um vier Jahre. Während dieser Zeit wurden in vielen Städten öffentliche Probeaufführungen durchgeführt, erst am 1. September 1989, dem 50. Jahrestag des Beginns des Zweiten Weltkrieges, wurde die Inszenierung abgeschlossen.
- Der im Ersten Weltkrieg gefallene deutsche Soldat wird in Verdun ausgegraben. Eine ärztliche Kommission befindet ihn kriegsverwendungsfähig. Er bekommt die Uniform der Wehrmacht verpasst und zieht in den Zweiten Weltkrieg.
- Der im Zweiten Weltkrieg erneut gefallene deutsche Soldat wird auf dem SS-Friedhof in Bitburg ausgegraben.
- Der Soldat hat ein Leichentuch mit Hakenkreuz an und wird der Öffentlichkeit vorgestellt.
- Im nicht weit entfernten Andernach, vor der ersten Kaserne der Bundeswehr, bekommt der erneut ausgegrabene Soldat eine neue Uniform – die Uniform der Bundeswehr. Ein Darsteller in der Maske Helmut Kohls übergibt ihm ein Gewehr.
- Auf dem Rhein, unter den Klängen von Richard Wagners Siegfrieds Trauermusik, wird der Soldat in die Bundeshauptstadt Bonn überführt.
- In Bonn nimmt der Soldat an einer Kundgebung der Friedensbewegung teil: Das Gewehr, das sie mir umgehängt haben, sagt er, lasse ich bei Euch. Am Ende steigt er in sein eigenes Grab.

## Ausgaben
- Trommeln in der Nacht. Drei Masken Verlag, München 1922, Anhang.
- Taschenpostille. Privatdruck im Kiepenheuer Verlag, Berlin 1926.
- Hauspostille. Propyläen, Berlin 1927.
- Lieder Gedichte Chöre (mit Hanns Eisler). Editions du Carrefour, Paris 1934.
- Große kommentierte Berliner und Frankfurter Ausgabe, Band 1: Stücke 1, S. 230–232 (Anhang zu Trommeln in der Nacht)
- Große kommentierte Berliner und Frankfurter Ausgabe, Band 11: Gedichte 1, S. 112–115 (Hauspostille), S. 199–201 (Lieder Gedichte Chöre)
- Brecht Liederbuch,  S. 8–9 (Fassung Taschenpostille, mit Satz von Kurt Schwaen), S. 10–11 (Arrangement Ernst Busch, mit Satz von Kurt Schwaen)